# 管廷獻

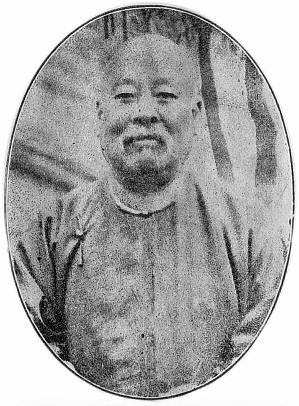

管廷獻（1847年—1914年），字士修，號石夫。山東省沂州府莒州（今山東莒縣）人。清朝政治人物。

## 生平
- 早年為優廩生
- 同治九年（1870年）庚午舉人。
- 光緒九年（1883年）癸未科探花。點翰林院編修。
- 十二年（1886年）：翰林院散館，授國史館協修。
- 十五年（1889年）：充順天鄉試同考官。
- 十九年（1893年）：二任順天鄉試同考官。
- 二十年（1894年）：授江南道監察御史，順天武鄉試內監試。
- 二十一年（1895年）：江南道監察御史，繙譯官會試監試官，稽察豐益倉事務，充巡城御史巡視中城，改四川道御史。
- 二十二年（1896年）：四川道監察御史，充巡城御史巡視西城。
- 二十三年（1897年）：巡城御史，協理京畿事務。
- 二十六年（1900年）：授福建道監察御史，署理京畿道監察御史，署理兵刑工科給事中，改直隸永平府知府。

## 家族
廷獻家族莒州管氏，晚清時文風極盛，“一門五進士”。廷獻弟廷鶚為翰林，弟廷綱中進士。